# Mouscron
Mouscron (AFI: [mukrɔ̃], en flamenco: Moeskroen, en picardo Moucron) es un municipio y ciudad de Bélgica, perteneciente a la provincia de Henao, en la Región Valona. El municipio incluye, además de a la localidad homónima, a las antiguas comunas de Dottignies, Luingne y Herseaux.

## Etimología
Ciertos documentos atestan la existencia de la ciudad de Mos cheron desde 1060, término que significa cuerno/ corona (sufijo -cheron) tierra húmeda (germánico común *muska «húmedo, enmohecido», o latín muscus «musgo, espuma, humedad»).

## Geografía
La ciudad de Mouscron está situada 110 km al oeste de Bruselas, en el extremo occidental de la Provincia de Henao, en la frontera belgo-francesa. Hasta el 1 de septiembre de 1963 la ciudad formó parte de la provincia de Flandes Occidental.
El territorio de la comuna se encuentra tanto en la frontera con Francia como en la frontera lingüística, que la separa de la Región Flamenca. El Régimen de facilidades lingüísticas para el respecto de los derechos de la minoría flamenco-parlante.
Desde el 1 de enero de 1977, año de la fusión de comunas en Bélgica, la comuna de Mouscron o «Grand Mouscron» reagrupa las localidades de Dottignies, Luingne, Herseaux y Mouscron.

## Historia

### Del siglo XI al XVIII
En 1066, el Conde de Flandes atribuye tierras en Mouscron a la colegiata Saint-Pierre de Lille. El Altar de Mouscron, al origen de la parroquia, perteneció primero a la Abadía Saint-Barthélemy de l'Eeckhout en Brujas lo cedió en 1149 a la Abadía Saint-Martin de Tournai con una parte de los diezmos, de los que el cabildo catedralicio de Tournai era igualmente titular.
Mouscron sufrió todas las tribulaciones de la Castellanía de Cortrique, de la que formaba parte: fue francesa entre los Tratados de Aquisgrán en 1668 y de Nimega en 1678, para volver a las manos de los Países Bajos Españoles. Después del Tratado de Utrecht, en 1714 se incluiría en Austria. Tres señoríos importantes dominaban Mouscron: El de Mouscron, dependiente de la Corte Feudal de Harelbeke; el Feudo del Val, dependiente de Warcoing; y el Señorío de Saint-Pierre de Lille.

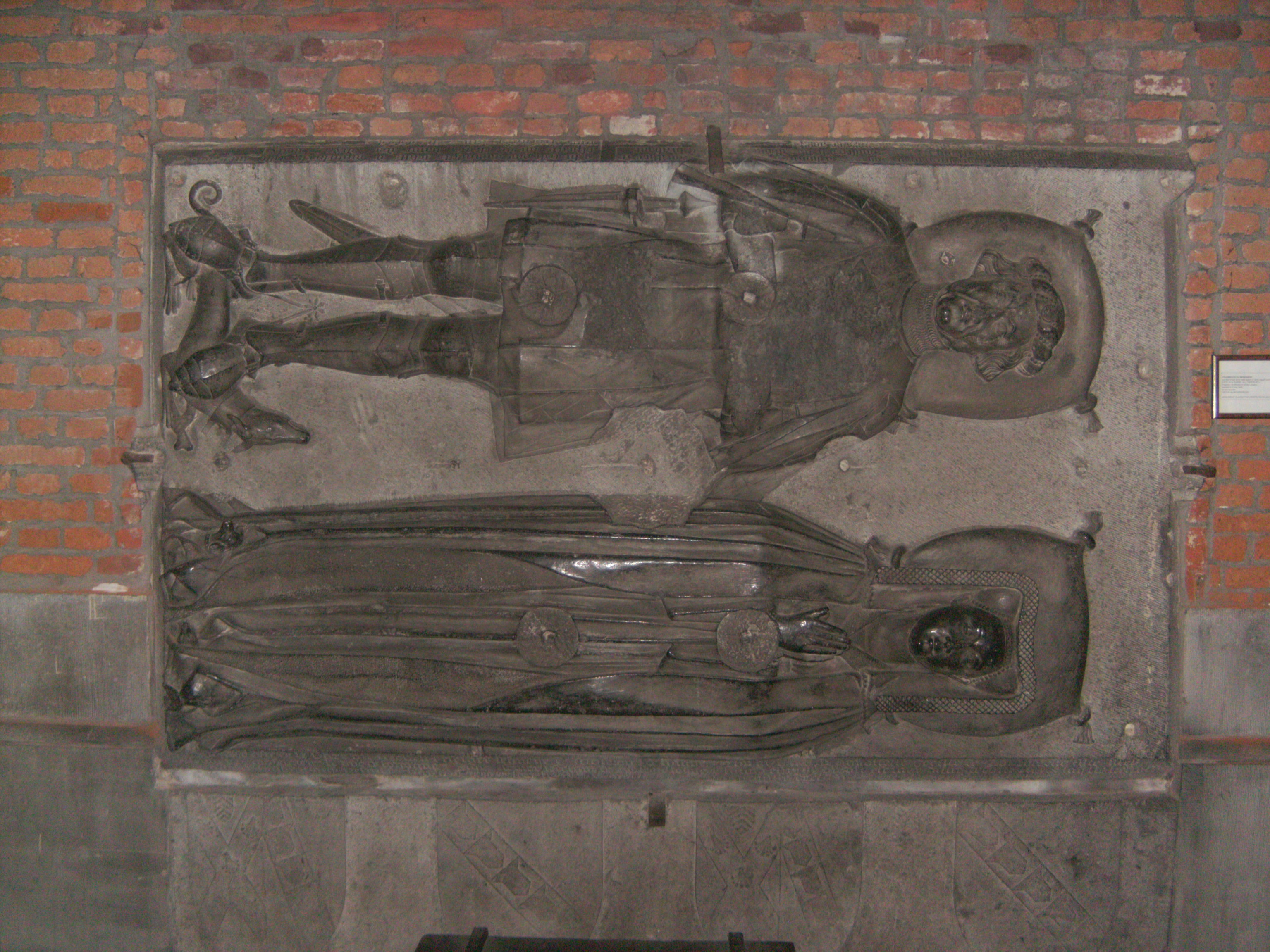
Oste de la Barre, Señorío de Mouscron (c. 1380–1446), Cécile de Mourkercke (c. 1400–1462)

El Señorío de Mouscron se extendía por tres cuartas partes de la parroquia y pertenecía a los Señores de Audenarde, rama menor de la Casa de Lovaina. Beatriz de Lovaina vendió Mouscron a Bernard de la Barre, un burgués de Tournai, en 1332. En 1592, la propiedad pasa por nupcias a los Señores de Liedekerke. Uno de ellos, Ferdinand, recibió en 1627 el privilegio de ver su Señorío convertido en condado por el rey Felipe IV de España. En 1645, a falta de descendencia directa, Mouscron pasa a manos de los Basta. Un nuevo matrimonio lo transfiere al Marqués de Ennetières en 1682. La familia se extinguió en 1875. El Señorío de Mouscron, que no era más que un conjunto de tierras y feudos en el siglo XIV, vio construirse su castillo hacia 1430, debido a la confiscación de la granja de los Ramée que fue transformada en morada señorial, el actual Château des Comtes (Castillo de los Condes).
Sus propietarios fueron adquiriendo progresivamente todos los feudos de la parroquia, entre ellos el feudo del Val en 1481.
Como toda su región, Mouscron fue marcado por las guerras de finales del siglo XV y sufrió los estrados de la guarnición de Tournai. Las guerras de religión de finales del siglo XVI permitieron que los protestantes calvinistas (aquí llamados Hurlus) se apoderaran brevemente del castillo en 1579. En la segunda mitad del siglo XVII, el pueblo sufrió enormemente por las guerras de Luis XIV. En 1794, durante las guerras revolucionarias francesas, Mouscron fue el teatro de una batalla entre revolucionarios franceses y soldados de la casa de Hannover. Excluyendo la Ocupación Alemana durante las dos guerras mundiales, el último hecho de armas que vio la ciudad fue la escaramuza entre conspiradores republicanos belgas, la Legión Belga— oficiosamente apoyados por 2.a República Francesa— y las tropas del general Fleury-Duray en la aldea de Risquons-Tout en 1848.
Hasta a mediados del siglo XVIII, Mouscron fue solo un pueblo agrícola que no vio nacer y florecer la industria textil hasta que Lille prohibiera en 1769 la fabricación de muletón, un tejido de lino y lana, a sus vecinas ciudades de Roubaix y Tourcoing cuya población dedicada al telar emigraría a los Países Bajos Austríacos y a Mouscron particularmente, donde la fabricación de ese tejido había sido autorizada desde 1758.

### Del siglo XIX al día de hoy
Entre 1800 y 1815, la industria textil se hizo aún más importante y se extendió también a la manufactura algodonera. Desde aproximadamente 1850, la demanda de mano de obra en el norte de Francia hizo venir muchos obreros flamencos a la ciudad. Luego, alrededor de 1890 y 1900, y entre las dos guerras mundiales, empresarios franceses deciden construir en Mouscron fábricas de hilados y sobre todo de alfombras, hecho que, primero, hizo que se establecieran del lado belga de la frontera muchos de los que antes bajaban a Francia diariamente para trabajar; y, segundo, aún permite que Mouscron mantenga una posición decisiva en términos económicos.

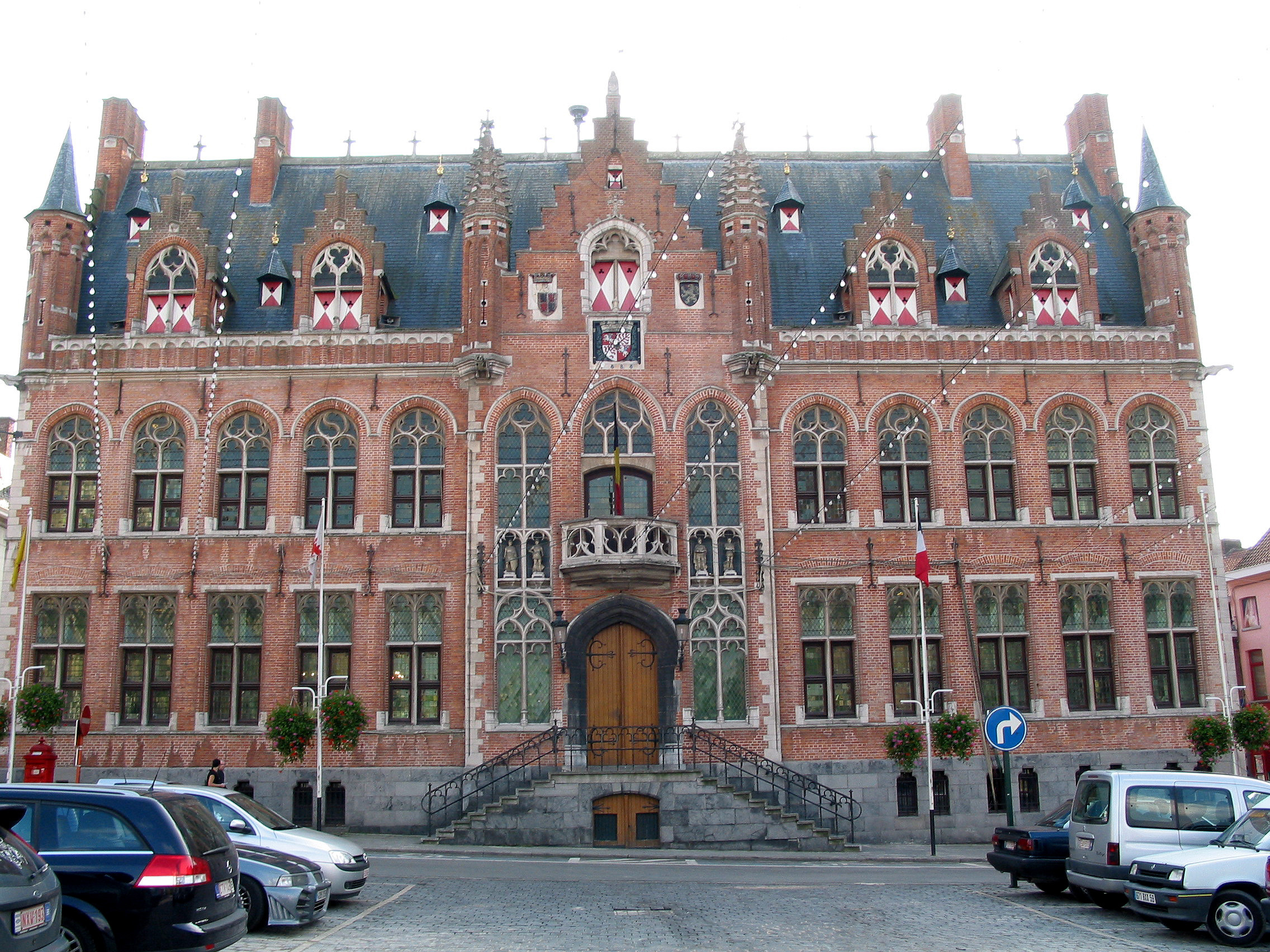
Ayuntamiento

Esta expansión modificó radicalmente la imagen del pueblecillo tradicional, sobre todo entre 1919 y 1939, años en los que barrios enteros se construyen de un solo golpe, exigiendo una nueva estructura sociocultural. La aglomeración de Mouscron es hoy en día una conurbación constituida en torno a la metrópoli de Lille, en el norte de Francia.
Esencialmente francófona (94 % en 1846, 74 % en 1947), Mouscron fue incorporada a la provincia de Henao en 1963, convirtiéndose en la  primera ciudad de la provincia en número de habitantes hasta la fusión de comunas en 1977.

## Demografía
Todos los datos históricos relativos al actual municipio, el siguiente gráfico refleja su evolución demográfica, incluyendo municipios después de efectuada la fusión el 1 de enero de 1977.
| Gráfica de evolución demográfica de Mouscron entre 1846 y 2019 |
|                                                                |

## Galería

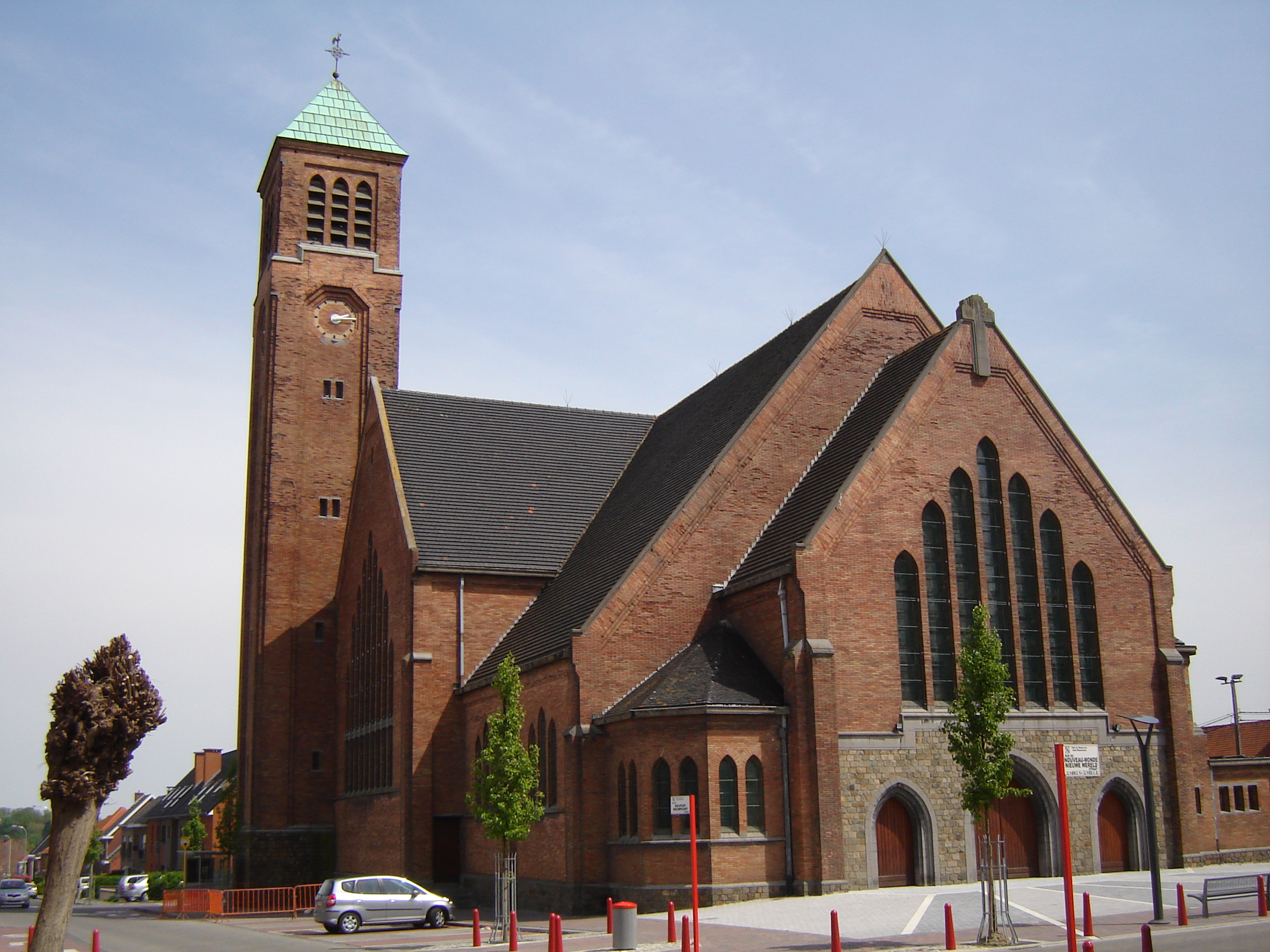
Église du Bon Pasteur
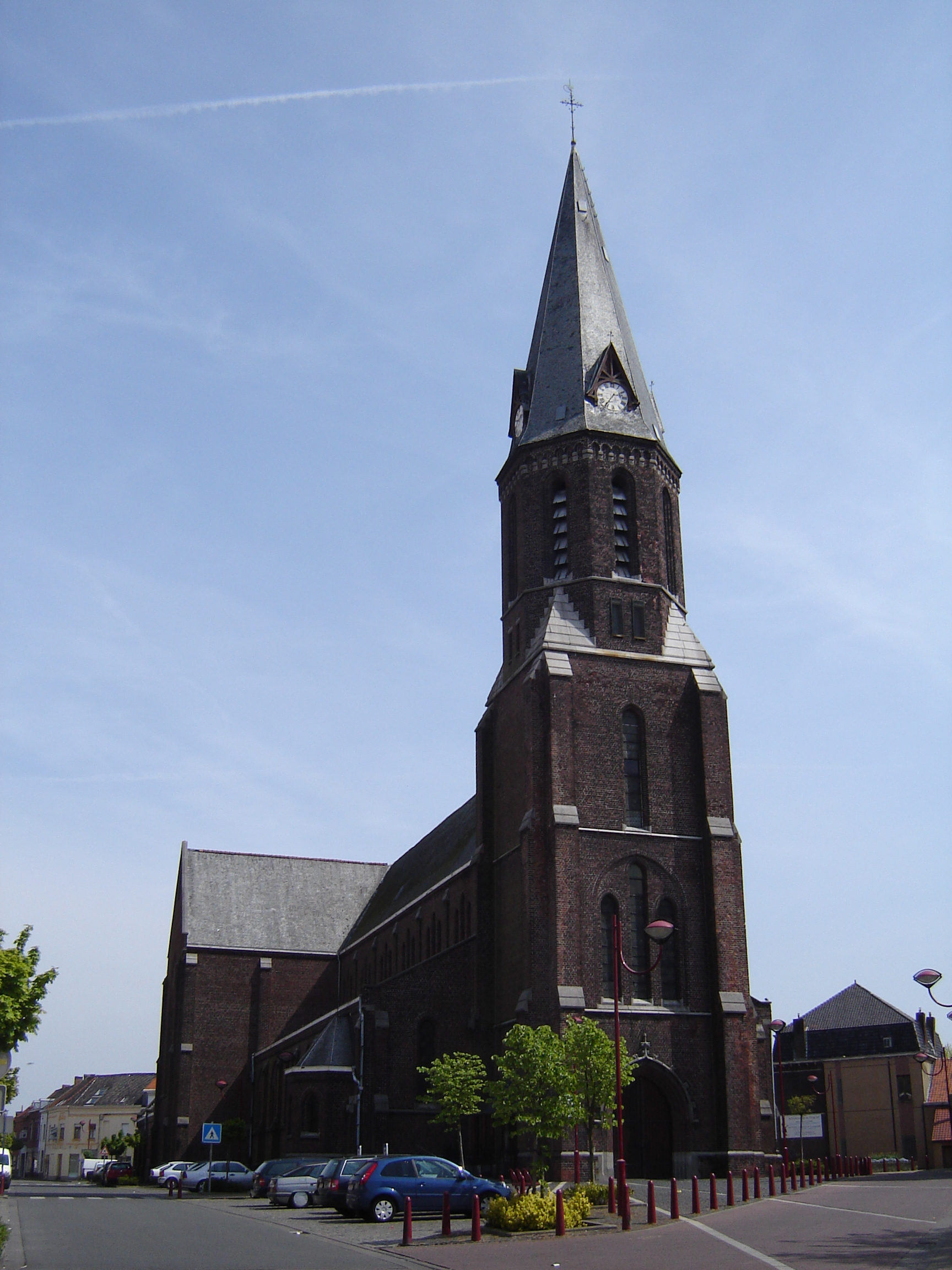
Église Sainte-Famille
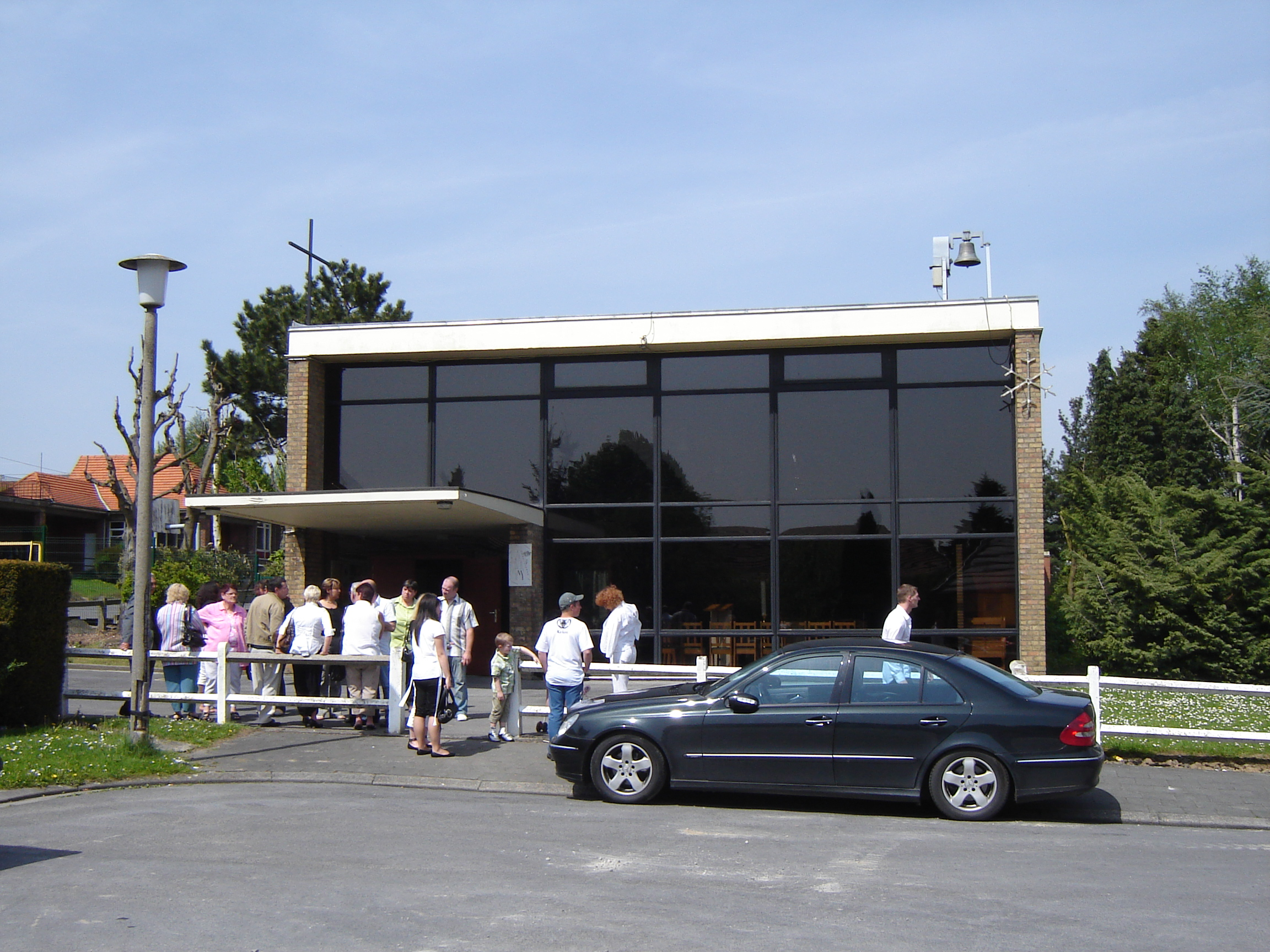
Église Notre-Dame Reine de la Paix
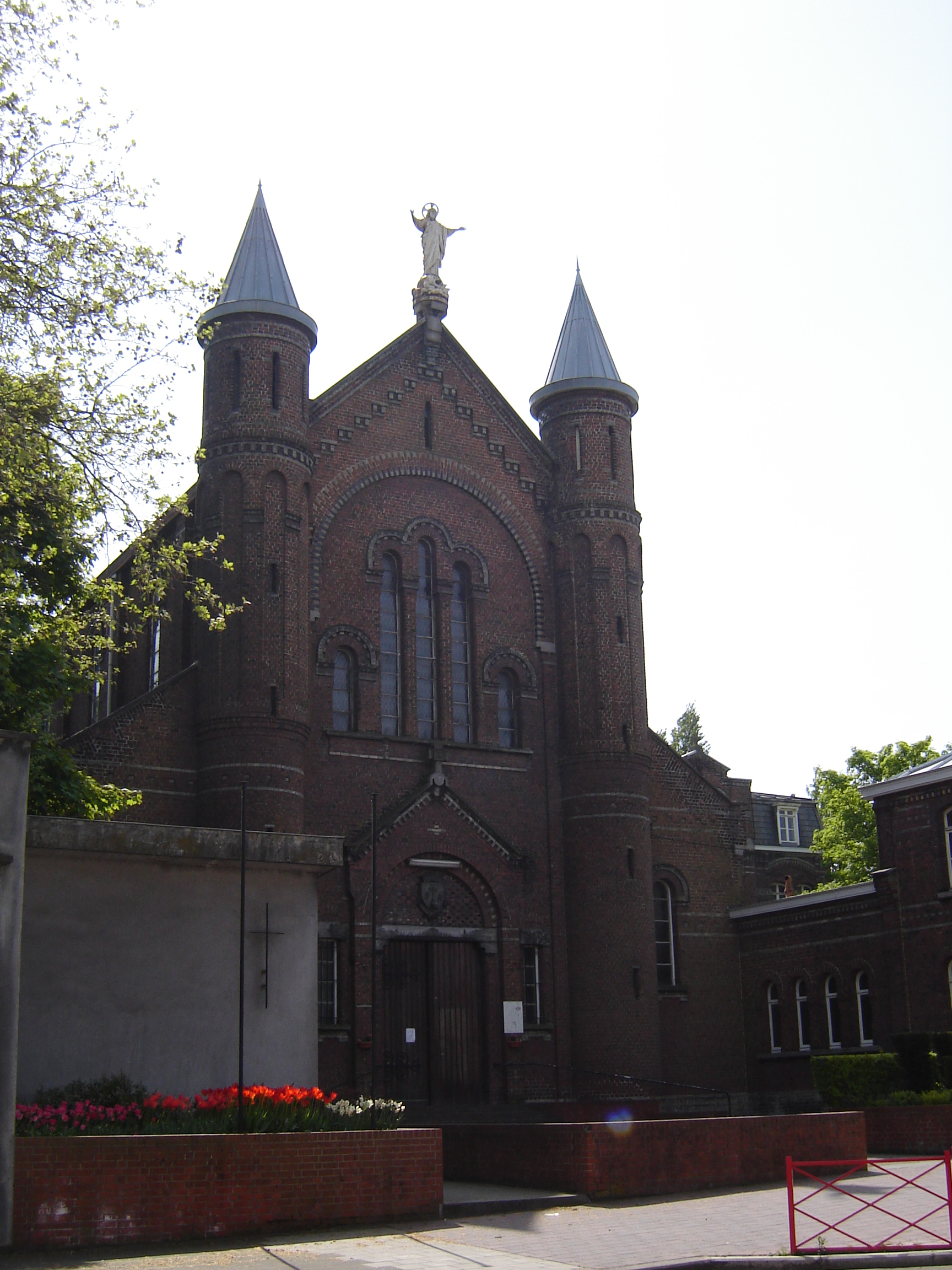
Église du Sacré Cœur
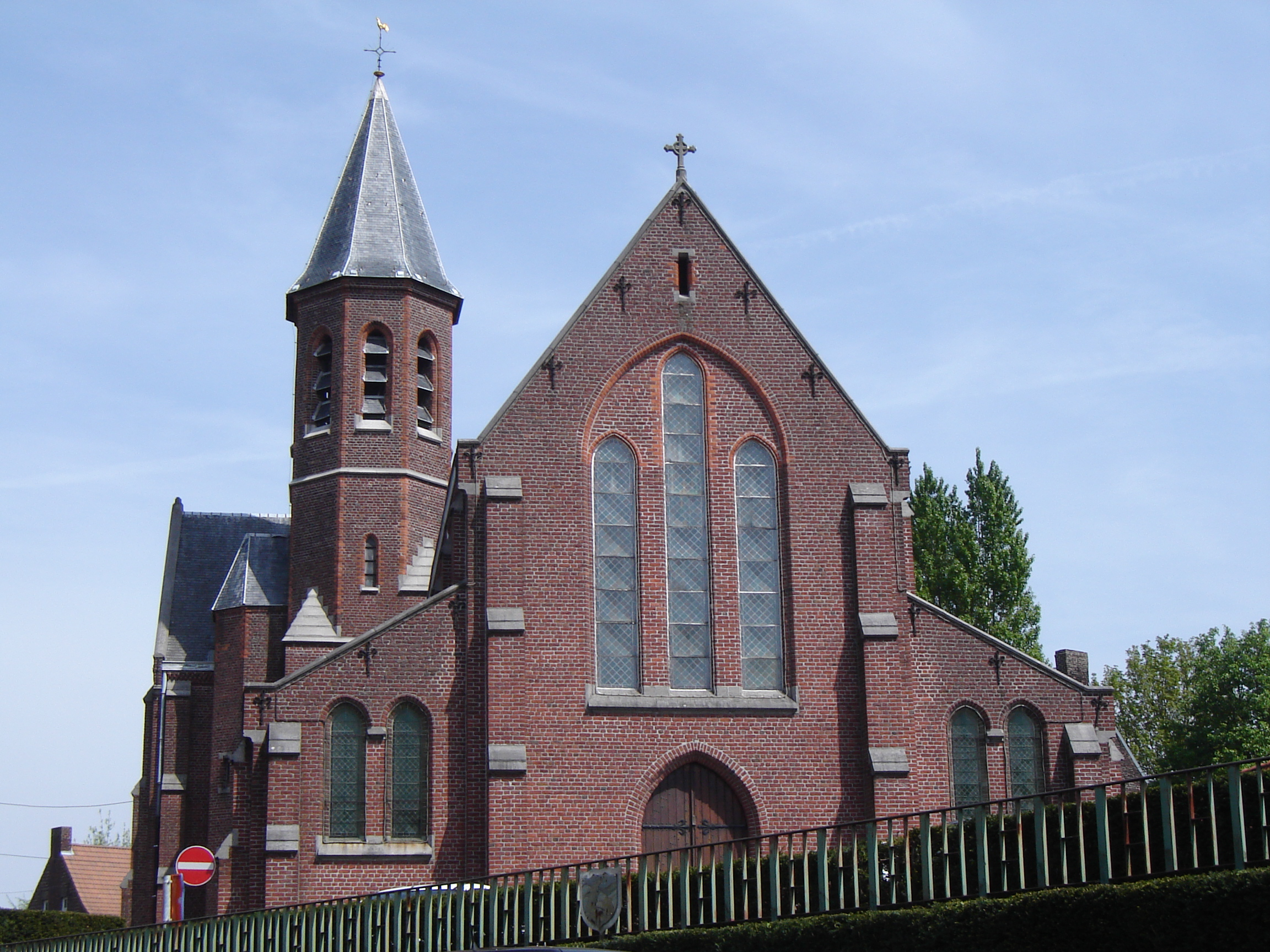
Église Saint-Antoine

## Deporte
El Royal Excelsior Mouscron fue un club de fútbol de la localidad. Disputaba sus encuentros como local en el Stade Le Canonnier.

## Ciudades hermanadas
Mouscron  mantiene una relación de hermanamiento con las siguientes ciudades:
- Liévin (Francia)
- Fécamp (Francia)
- Rheinfelden (Alemania)
- Barry (Reino Unido)